# Château Lot

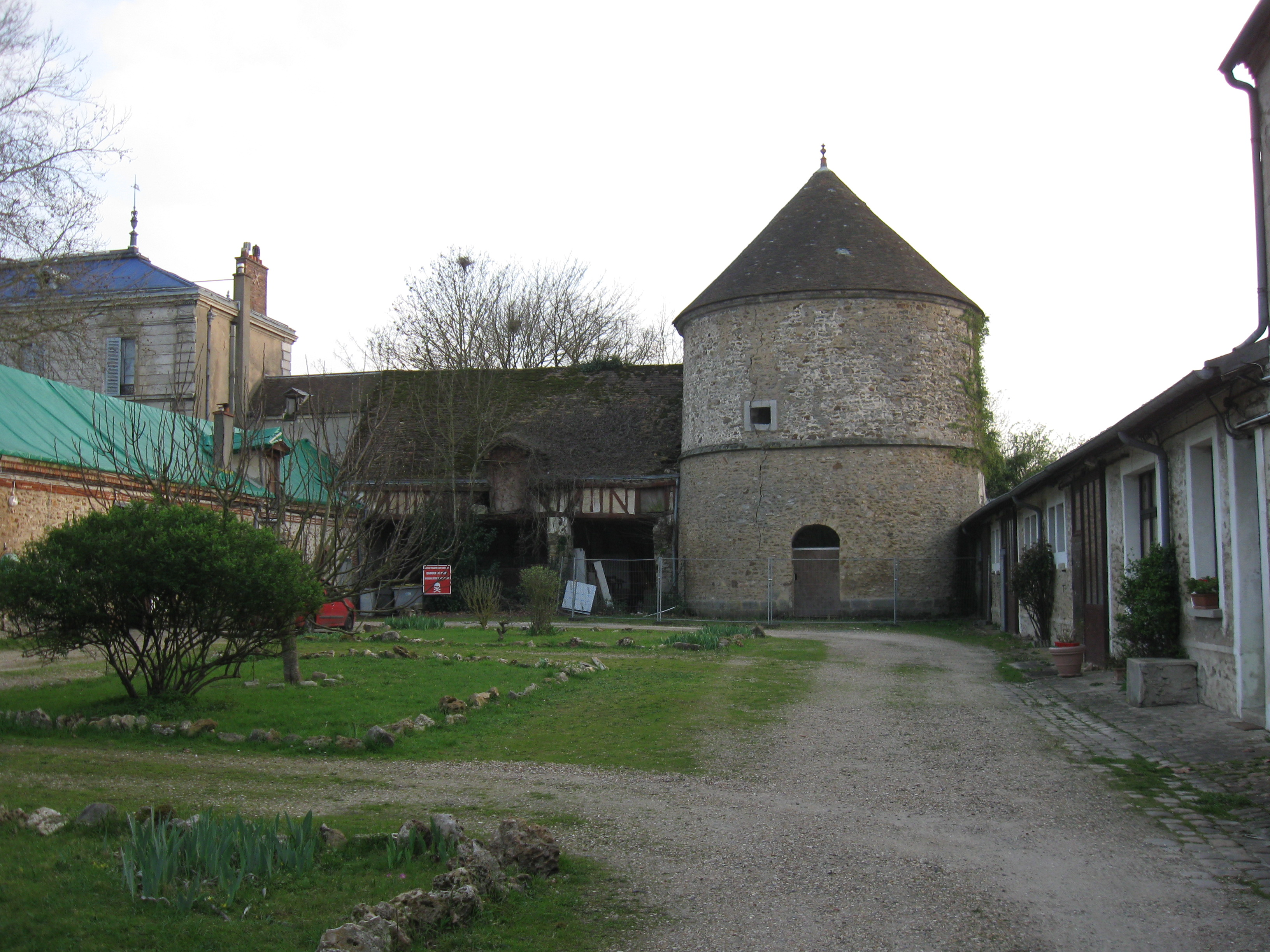
Le pigeonnier et les dépendances

Le château Lot est un château français situé dans la commune de Ris-Orangis, en pays Hurepoix, dans le département de l'Essonne et la région Île-de-France, à vingt-trois kilomètres au sud-est de Paris.

## Situation
Le château Lot est situé à deux pas de la rue Pierre-Brossolette, non loin de la gare d'Orangis - Bois de l'Épine

## Histoire
Le château d'Orangis, dit château Lot, porte le nom de la famille qui l'occupe depuis 1793. Devenu bien national pendant la Révolution, le domaine qui avait appartenu aux seigneurs de Ris, est acheté par une dame Jousserand, aïeule de la famille Lot.
Le château a appartenu à Henri Lot, directeur des archives nationales au XIXe siècle. Vers 1840, les propriétaires font agrandir et rehausser le pavillon pour lui donner sa forme actuelle. 
Abandonné depuis 2020, un projet conséquent de réhabilitation est mené par la commune qui a usé du droit de préemption pour sauver le patrimoine. 
Certaines parties domaine du château sont inscrites au titre des monuments historiques par arrêté du 30 avril 2020, notamment les plusieurs communs, le colombier et le parc.

## Pour approfondir